# Thunderbike Trophy
Il Thunderbike Trophy è stato un campionato, inserito nel contesto dei Gran Premi europei del motomondiale, che si corse nel 1995 e nel 1996.

## Storia
Il Thunderbike Trophy viene istituito nel 1995 quale competizione di livello europeo riservata a motociclette da 600 cm³ con motori a quattro tempi con quattro cilindri, concorrente del già esistente (nato nel 1990) campionato Europeo Supersport. La creazione di tale trofeo, organizzato dalla società spagnola Dorna quale gara di contorno a quelle del motomondiale, generò molte polemiche in quanto esisteva già l'Europeo Supersport, organizzato dalla Flammini Group ed inserito nella struttura del mondiale Superbike, che si correva con gli stessi modelli di moto di questo trofeo. Inoltre la Dorna annunciò la nascita di tale trofeo senza consultare la Federazione Motociclistica Internazionale, adducendo come motivazione che il gruppo Flammini non aveva nessuna esclusiva sull'organizzazione di campionati con motociclette a quattro tempi.
A dirimere la questione ci pensò la Federazione Internazionale, che in occasione del congresso di Ginevra tenutosi ad inizio 1995 decise di riconoscere la classe Thunderbike, autorizzando la Dorna ad inserirla nel contesto del motomondiale quale quinta classe (in aggiunta alle quattro classi già esistenti: 125, 250, 500 e sidecar).
Nella contesa si era inserita inoltre la Federazione Motociclistica Italiana (pronta a difendere gli organizzatori italiani del mondiale Superbike) entrando in conflitto con quella internazionale, opponendosi all'introduzione di moto derivate dalla serie nel motomondiale.
Viste le premesse, il trofeo ha avuto vita brevissima ed infatti già alla fine del 1996 (alla sua seconda edizione) chiuse i battenti lasciando al campionato europeo Supersport e poi nel 1997 alla prima edizione del mondiale Supersport, l'esclusività dell'utilizzo di modelli di motociclette derivate dalla produzione di serie di media cilindrata.
Questo trofeo viene ricordato dagli addetti ai lavori, più che per il tasso tecnico-qualitativo dei piloti partecipanti, quale l'inizio del conflitto tra gli organizzatori del motomondiale e quelli del campionato mondiale Superbike.

## Albo d'oro
Fonti:
| Anno | Pilota         | Punti | Motocicletta |
| ---- | -------------- | ----- | ------------ |
| 1995 | Udo Mark       | 140   | Kawasaki     |
| 1996 | William Costes | 146   | Honda        |